# Броненосцы типа «Колоссус»
Броненосцы типа «Колоссус» (англ. Colossus class turret ships) — серия британских броненосцев периода 1870-х — 1880-х годов. Были заложены в рамках бюджета 1878/1879 годов и в целом представляли собой развитие проекта броненосцев типа «Аякс».

## История
Серия броненосцев типа «Аякс» не вызвала восторга в британском адмиралтействе. Построенные как удешевленная и уменьшенная версия большого броненосца «Инфлексибл», эти корабли демонстрировали все недостатки, присущие «экономичному» кораблестроению: уступая прототипу по огневой мощи и защищенности, они еще и имели неудовлетворительную живучесть, слабую мореходность и плохо держали курс. В довершение всего, их основное вооружение — короткоствольные дульнозарядные нарезные орудия — совершенно явно отставало от требований времени. Во Франции, Германии и России уже были созданы значительно более совершенные казнозарядные орудия, более удобные в эксплуатации и обладавшие большим потенциалом развития.
Тем не менее, Парламент продолжал настаивать на экономии средств, и следующая пара британских броненосцев также должна была стать «удешевленными» кораблями, повторяющими в своих основных деталях «Аяксы». Однако, к моменту начала их проектирования, произошел трагический инцидент на броненосце «Тандерер»; во время артиллерийских учений в январе 1879 года, одно из его больших дульнозарядных орудий было по ошибке заряжено дважды, и при выстреле ствол взорвался, убив 11 и ранив 35 человек. С казнозарядным орудием такого случиться не могло. Этот инцидент, наконец, склонил мнение Адмиралтейства и Военного Министерства в пользу казнозарядных орудий, и артиллерийские эксперты были посланы в Германию для ознакомления с технологией разработки тяжелых казнозарядных пушек.
В результате, проект новых броненосцев был переработан по казнозарядную артиллерию. Прогресс в области металлургии также привел к тому, что появилась возможность использовать сталь в качестве основного конструкционного материала, и прежняя «сэндвичевая» броня (составленная из чередующихся железных плит и слоев деревянной подкладки) была заменена более современной броней «Компаунд», изготовленной путём спайки вместе наложенных друг на друга стальной и железной плит.

## Конструкция

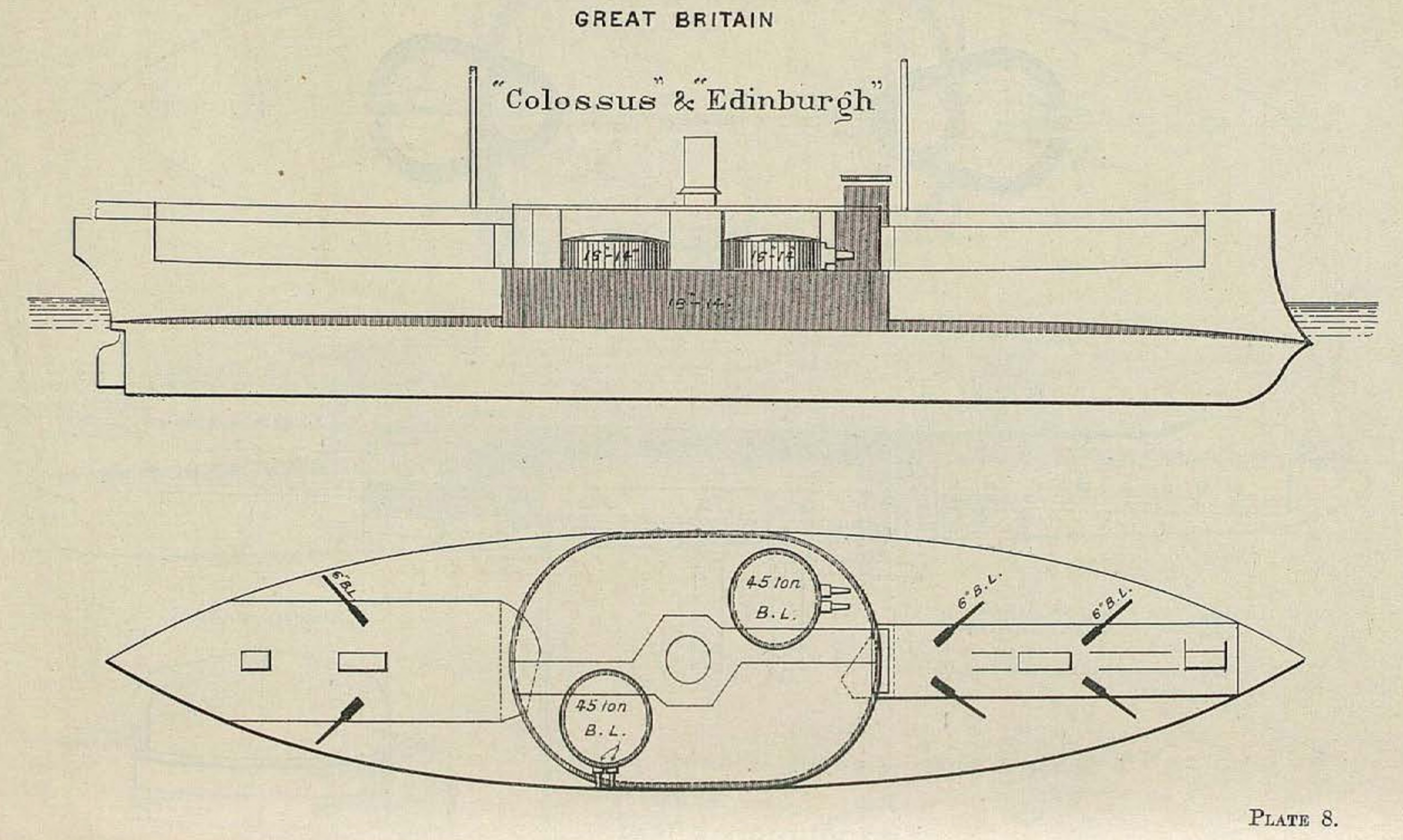
Схема броненосца «Колоссус»

По конструкции, броненосцы типа «Колоссус» почти полностью повторяли корабли типа «Аякс». При их проектировании, главный конструктор флота, Н. Барнаби, предлагал увеличить длину кораблей для лучших обводов корпуса, но Парламент принял решение сохранить размеры на уровне предшествующего типа.
Подобно «Аяксам», броненосцы типа «Колоссус» имели низкий надводный борт в центральной части, с высоким узким полубаком и полуютом. Их основное вооружение, котлы и машины были собраны в броневой цитадели в центре корпуса, имевшей овальную форму. Единственная труба выступала между башен главного калибра, расположенных диагонально; передняя башня была смещена к левому борту, а кормовая — к правому. Такое расположение теоретически позволяло навести все орудия прямо вперед или прямо назад, при этом с каждого борта имелся некоторый угол, на который могли быть (по крайней мере в теории) наведены обе башни. На практике же, при наведении орудий прямо вперед или прямо назад их дульные газы угрожали повреждением надстроек, а при попытке навести все орудия на какой-либо борт, башня противоположного борта была вынуждена стрелять поверх палубы, разрушая палубный настил. В результате, на практике корабли редко когда могли навести куда-либо более двух орудий.

### Вооружение
Основное вооружение броненосцев типа «Колоссус» составляли четыре 305-миллиметровые 25,5-калиберные нарезные казнозарядные пушки — первые тяжелые казенозарядные орудия, разработанные в Великобритании. Применение заряжания через казёную часть позволило упростить конструкцию орудийных установок — так как больше не требовалось втягивать орудие в башню для перезарядки — и удлинить ствол, придав снарядам большую начальную скорость. Скорострельность составила порядка 1 выстрела в 2-4 минуты.
Орудия стреляли 324-килограммовым снарядом с начальной скоростью порядка 582 метра в секунду. На дистанции в 1000 метров их снаряд мог пробить плиту из кованого железа толщиной в 52 сантиметра. Максимальная дальность стрельбы была равна 8000 метров.
Значительно усилилось вспомогательное вооружение. Оценив по достоинству французские казнозарядные пушки, британское адмиралтейство наконец-то оценило по достоинству и мощные батареи вспомогательных орудий на французских броненосцах. Вспомогательное вооружение «Колоссусов» состояло из шести 152-мм 25,5-калиберных орудий; четыре стояли на полубаке и два на полуюте. Эти орудия предназначались для поражения фугасными снарядами небронированных кораблей и не защищенных броней частей броненосцев неприятеля. Также корабли типа «Колоссус» несли значительное количество 6-фунтовых легких орудий для защиты от миноносцев.
В качестве подводного вооружения, корабли типа «Колоссус» несли таран, и два подводных 356-мм торпедных аппарата, которые предназначались или для поражения противника при промахе таранной атаки, либо для защиты от попытки таранить со стороны неприятеля.

### Бронирование
Бронирование «Колоссусов» значимо отличалось от «Аяксов». Они сохранили цитадельную компоновку, при которой все жизненно важные части — котлы, машины, орудия и погреба боезапаса — собирались в единой бронированной цитадели в центре корпуса, а оконечности оставлялись незащищёнными. Но при этом, в отличие от предыдущего типа, размеры цитадели были увеличены так, чтобы она сохраняла запас плавучести, и могла удержать корабль на плаву даже при сильном разрушении оконечностей.
Это стало возможным благодаря применению новой брони «Компаунд». Представляя собой спайку наложенных друг на друга стальной и железной плит, броня комбинировала твёрдость стали с пластичностью железа и была гораздо эффективнее чем прежние «сэндвичи» из чередующихся слоев железных плит и деревянной подкладки. Большая прочность брони позволила сделать броневую защиту легче при той же эффективности, и защитить большую часть корпуса.
Основу защиты кораблей составлял броневой пояс, толщиной порядка 457 миллиметров на уровне ватерлинии и около 356 миллиметров у кромок. Пояс защищал центральную цитадель на протяжении примерно 40 метров. Вне цитадели вертикального бронирования не имелось; однако, чтобы локализовать ущерб от попаданий снарядов, оконечности корабля были разделены у ватерлинии на множество небольших герметичных отсеков, заполненных пробкой, образуя подобие коффердама. Предполагалось, что медленно стреляющие орудия того времени не смогут значимо разрушить тщательно секционированные оконечности и, пока цитадель не будет пробита, корабль сможет сохранять плавучесть даже при сильном затоплении оконечностей.
Горизонтальная защита обеспечивалась проходящей на уровне нижней кромки броневого пояса броневой палубой, изготовленной из стали. Толщина палубы составляла 64 миллиметра; в оконечностях, палуба загибалась вниз, утолщаясь до 76 миллиметров. Палуба предохраняла от попаданий снарядов по навесной траектории и гарантировала, что даже при сильных повреждениях оконечностей, подводная часть корпуса не будет затоплена.
Орудийные башни главного калибра защищались 406 миллиметровыми лобовыми и 356 миллиметровыми боковыми и задними плитами. Вспомогательное вооружение не имело никакой защиты.

### Силовая установка
Броненосцы типа «Колоссус» приводились в движение двумя возвратно-поступательными паровыми машинами, при этом «Эдинбург» был оснащен машинами модели Хэмпфри, а «Колоссус» — модели Мадсли. Полная мощность составляла 6808 л. с. для «Эдинбурга» и 7488 л. с. для «Колоссуса». Пар давали десять цилиндрических котлов. Скорость на мерной миле составила 16 узлов для «Эдинбурга» и 16,5 узлов для «Колоссуса».
Броненосцы типа «Колоссус» были существенно лучше в плане мореходности чем «Аяксы», но всё же считались не слишком удачными кораблями. Они обладали быстрой, резкой качкой, что делало их неустойчивыми орудийными платформами; при резком повороте корабли кренились так, что орудийные стволы касались воды. Они также были неустойчивы на курсе и обладали очень большим радиусом поворота. Чтобы решить эти проблемы, британский флот в экспериментальном порядке оснастил эти броненосцы цистернами для успокоения качки.

## Служба
Всего в 1879 году было заложено два броненосца типа «Колоссус», прошедших ходовые испытания в 1883—1884 годах, но задержки с созданием и изготовлением орудий главного калибра задержали вступление кораблей в строй до 1886—1887 годов.
Несмотря на проявлявшиеся на начальном этапе проблемы с их орудиями главного калибра вследствие недостаточно отработанной конструкции и технологии производства последних, в целом опыт эксплуатации кораблей был признан удачным. «Колоссус» после вступления в строй был зачислен во Флот Канала, а после принятия на вооружение «Эдинбурга» оба корабля были переведены в Средиземноморский флот. В конце 1893 — начале 1894 года оба корабля были возвращены в Великобританию и переклассифицированы как корабли береговой охраны. С 1897—1901 годов оба броненосца попеременно выводились в резерв и использовались на вспомогательных ролях, до своего окончательного выведения из состава флота и продажи на слом в 1906—1910 годах.

## Оценка проекта
Броненосцы типа «Колоссус» были не слишком удачными кораблями, но, тем не менее, олицетворяли важный шаг в британском кораблестроении. Они были первыми британскими броненосцами, на которых были применены казнозарядные орудия главного калибра, первыми броненосцами, защищенными броней «Компаунд», и первыми британскими кораблями, построенными частично из стали.
В остальном же, они представляли собой все тот же не слишком эффективный тип «дешёвого» корабля, который воплощали и «Аяксы». Их схема расположения вооружения была неудачной, и больше в британском флоте не повторялась. Защищённость их существенно улучшилась по сравнению с прототипами, и вооружение стало значительно эффективнее, но они всё так же отличались плохой манёвренностью, были неустойчивы и плохо держали курс. Из-за этого их боевое значение было неудовлетворительно.

## Представители
| Название             | Верфь               | Закладка      | Спуск на воду | Вступление в строй | Судьба                |
| -------------------- | ------------------- | ------------- | ------------- | ------------------ | --------------------- |
| «Колоссус» Colossus  | Portsmouth Dockyard | 6 июня 1879   | 21 марта 1882 | 31 октября 1886    | продан на слом в 1908 |
| «Эдинбург» Edinburgh | Pembroke Dockyard   | 20 марта 1879 | 18 марта 1882 | 8 июля 1887        | продан на слом в 1910 |